# Theodor Berthold (musiker)
Karl Friedrich Theodor Berthold, född den 18 december 1815 i Dresden, död där den 28 april 1882, var en tysk orgelvirtuos och tonsättare. 
Berthold var i sin hemstad elev till Ernst Julius Otto och Johann Gottlob Schneider den yngre. Han kom 1840 till Ryssland. Berthold var där musiklärare, organist och från 1854 musikdirektör vid Sankta Annakyrkan i Sankt Petersburg samt professor i komposition vid kejserliga ryska sångkapellet. Han blev 1864 hovorganist i Dresden. Berthold erhöll 1848, av concerts spirituels i Wien, priset för en stor konsertouvertyr för orkester (opus 8). Han komponerade en Missa Solennis, en konsert för piano, sånger och oratoriet Petrus 1862.